# Et le soleil s'endormit sur l'Adriatique
Et le soleil s'endormit sur l'Adriatique est une huile sur toile peinte en 1910 par la queue d'un âne et attribué au peintre italien fictif Joachim-Raphaël Boronali. Ce canular, exposé au salon des Indépendants, fut monté par l'écrivain  Roland Dorgelès pour se moquer de la peinture moderne.

## Description
Le tableau est une huile sur toile de 54 centimètres de haut sur 81 centimètres de large. L'œuvre est peinte sur sa moitié haute de couleurs vives orange, jaune et rouge, sur sa moitié basse d'un bleu qui évoque la mer. Le tableau est bordé d'un cadre doré qui le met en valeur. L'œuvre est signée en bas à droite des lettres orange « J R BORONALI ».

## Histoire

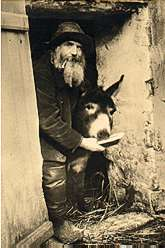
Le père Frédé et son âne Lolo, alias Boronali, aux hameau de Armenats, commune de Saint-Cyr-sur-Morin.

Le 8 mars 1910, Roland Dorgelès emprunte Lolo, l'âne de Frédéric Gérard, dit « le père Frédé », tenancier du Lapin agile, un cabaret de Montmartre. En présence d'un huissier de justice, maître Brionne, Dorgelès fait réaliser un tableau par Lolo l'âne à la queue duquel on a attaché un pinceau. Chaque fois que l'on donne à l'âne une carotte celui-ci remue frénétiquement la queue, appliquant ainsi de la peinture sur la toile.
Dans la salle 22 du Salon des indépendants en 1910, le public, les critiques et la presse découvrent l'œuvre intitulée Et le soleil s'endormit sur l'Adriatique, attribuée à un jeune peintre italien dont personne n'a jamais entendu parler : Joachim-Raphaël Boronali (« JR. Boronali, peintre né à Gênes »). Les journalistes rebaptisent le tableau Coucher de soleil sur l'Adriatique.

Boronali fait connaître aux journaux son Manifeste de l'excessivisme où il justifie ainsi son nouveau mouvement pictural : 

« Holà ! grands peintres excessifs, mes frères, holà, pinceaux sublimes et rénovateurs, brisons les ancestrales palettes et posons les grands principes de la peinture de demain. Sa formule est l'Excessivisme. L'excès en tout est un défaut, a dit un âne. Tout au contraire, nous proclamons que l'excès en tout est une force, la seule force... Ravageons les musées absurdes. Piétinons les routines infâmes. Vivent l'écarlate, la pourpre, les gemmes coruscantes, tous ces tons qui tourbillonnent et se superposent, reflet véritable du sublime prisme solaire : Vive l'Excès ! Tout notre sang à flots pour recolorer les aurores malades. Réchauffons l'art dans l'étreinte de nos bras fumants ! »

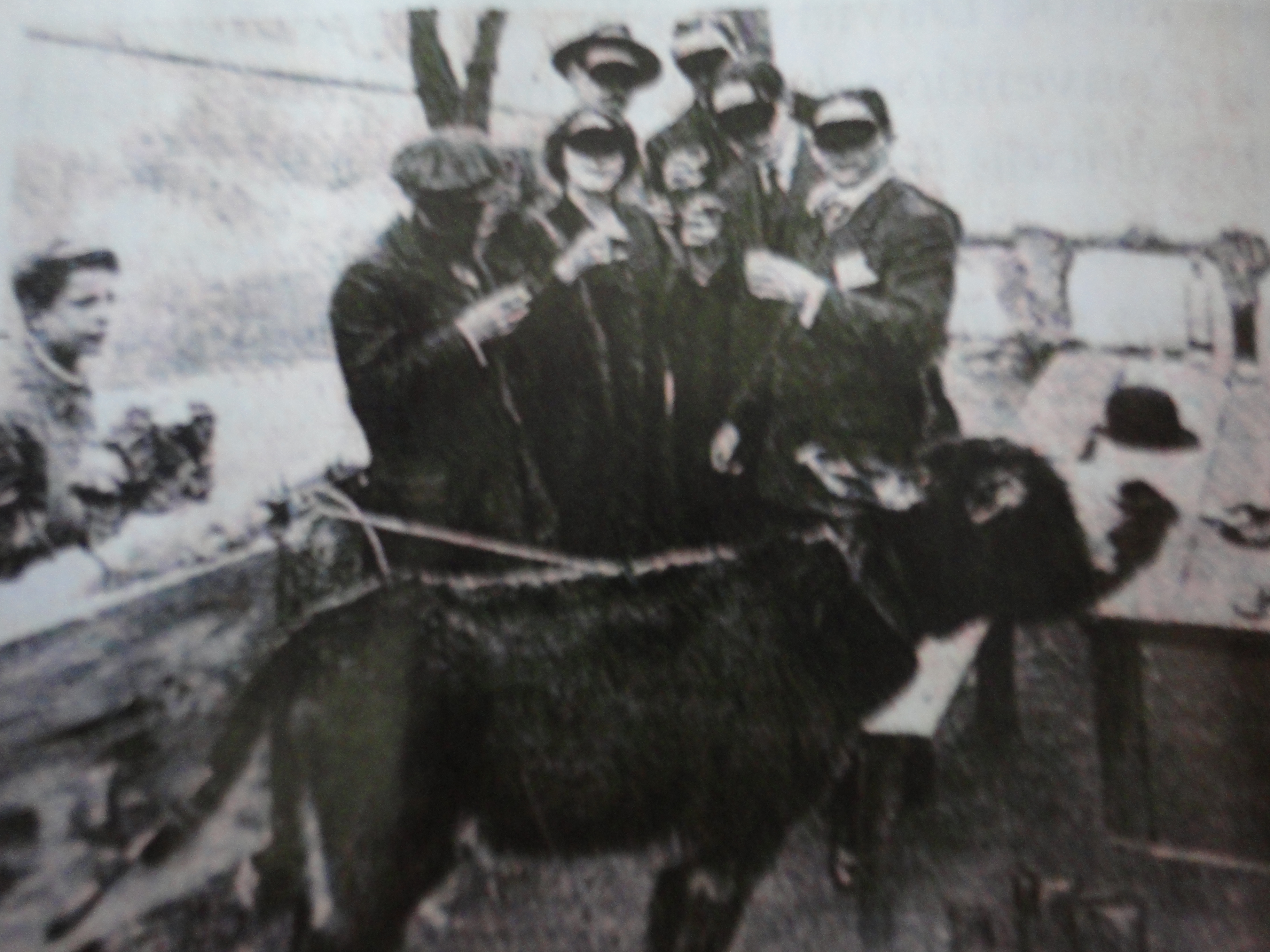
L'âne en train de peindre devant des témoins.

Les critiques d'art s'intéressent à ce tableau, qui fait l'objet de commentaires contrastés.
Le directeur du journal L'Illustration reçoit la visite de Dorgelès qui déclare que le tableau Et le soleil s'endormit sur l'Adriatique est un canular, constat d'huissier à l'appui. Dorgelès révèle que le peintre est un âne dénommé Lolo, et, pour le prouver, montre une photo où l'on voit des plaisantins masqués en train de trinquer derrière un âne à la queue duquel est fixé un pinceau qui applique des couleurs sur la fameuse toile. Dorgelès fait remarquer au directeur que le nom Boronali est l'anagramme d'Aliboron, nom emblématique  des ânes. Dorgelès explique sa motivation pour « montrer aux niais, aux incapables et aux vaniteux qui encombrent une grande partie du Salon des indépendants que l'œuvre d'un âne, brossée à grands coups de queue, n'est pas déplacée parmi leurs œuvres. »
Le dévoilement de la supercherie plonge les critiques dans l'embarras, certains, comme Charles Morice, relativisent la démonstration, d'autres restent confus de leur naïveté, jusqu'à Joséphin Péladan se moquant de l'aventure en expliquant qu'il y a chaque année au Salon « plus de deux mille numéros attribuables à  la queue d'un âne ».
Le peintre et sculpteur André Maillos rachète la toile de Boronali 20 louis (soit 400 francs-or, équivalant à 3 500 € de 2013). Dorgelès reverse cette somme à l'orphelinat des Arts. En 1953, le collectionneur d'art Paul Bédu rachète le tableau. Depuis celui-ci est exposé à l'espace culturel Paul-Bédu de Milly-la-Forêt en Essonne.
Selon l’écrivain colporteur Robert Bruce, après le décès du père Frédé, son âne Lolo a été placé en pension en Normandie. Il fut retrouvé mort noyé dans un étang. Les gens de l'époque ont pensé que l'animal s'était suicidé.
En 2016, cette toile a été exposée au Grand Palais de Paris dans le cadre de l'exposition Carambolages.

### Source
- Cet article est partiellement ou en totalité issu de l'article intitulé « Joachim-Raphaël Boronali » (voir la liste des auteurs).